# 말레네 올센
말레네 마르크바르 올센(덴마크어: Malene Marquard Olsen, 1983년 2월 2일 ~ )은 덴마크의 은퇴한 여자 축구 선수로, 포지션은 수비수였다.

## 클럽 경력
헤데후세네 IK에서 선수 생활을 시작했으며 2002년부터 2014년까지 브뢴뷔 IF 소속으로 활약했다. 2012년 9월에는 브뢴뷔 IF 소속 선수로는 2번째로 많은 247경기에 출전했는데 이보다 많은 기록을 가진 선수는 327경기에 출전한 미아 브로고르 뿐이다.
2009년에는 스웨덴의 여자 축구 클럽인 튀레쇠 FF 소속으로 활동하면서 스톡홀름에서 간호사로 근무하기도 했다. 2014년 6월에 축구계에서 은퇴한 이후에는 코펜하겐에 위치한 국립병원(Rigshospitalet)에서 정형외과 간호사로 근무했고 2016년에는 덴마크의 텔레비전 방송국인 TV 2의 축구 전문 기자로 채용되었다.

## 국가대표 경력
2003년 2월에 스페인 무르시아 지방에 위치한 라망가 클루브에서 열린 노르웨이와의 친선 경기에 처음 출전하면서 덴마크 여자 축구 국가대표팀 선수로 데뷔했으며 덴마크는 노르웨이에 0-4 패배를 기록했다. 2011년 10월에는 5년 동안에 걸친 공백을 끝내고 오스트리아와의 UEFA 여자 유로 2013 예선 경기에 출전하면서 대표팀에 복귀했다. 2013년에는 케네트 헤이네르묄레르 감독에 의해 UEFA 여자 유로 2013에 참가한 덴마크 여자 축구 국가대표팀 명단에 이름을 올렸다.